# Pilota a raspall

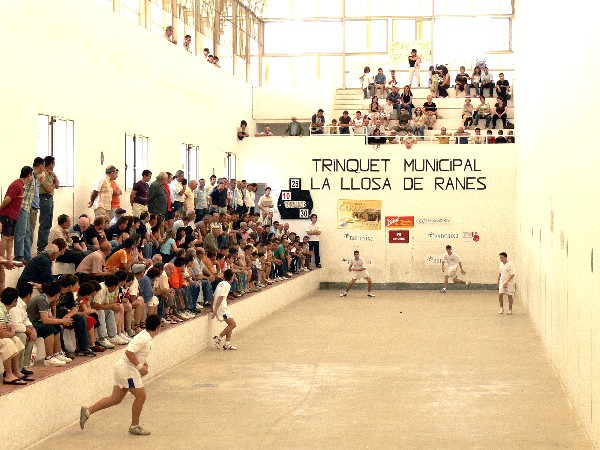
Partida de raspall a La Llosa de Ranes

El raspall (raspot o raspallot) és una modalitat de pilota valenciana d'estil directe que es caracteritza sobretot pel fet que no es juga a l'alt, és a dir, no importa el nombre de bots que efectue la pilota. Les seues regles exigeixen al jugador un gran esforç, ja que sovint haurà de jugar inclinat per colpejar la pilota arran de terra.
A més, amb lleus diferències pel terreny de joc, es pot jugar tant al carrer com en un trinquet. El considerat com La catedral del Raspall era el Trinquet El Zurdo de Gandia, desaparegut el 2007.
Aquesta modalitat és l'única, juntament amb la d'Escala i corda, que compta amb jugadors professionals. És molt disputada en les comarques situades al sud del riu Xúquer, com poden ser la Vall d'Albaida, la Safor, la Costera, la Marina Alta o la Marina Baixa, encara que també és popular en la Ribera Baixa.

## Material de joc i pilota

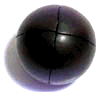
Pilota de vaqueta

Al Raspall s'ha de jugar amb una pilota de vaqueta. Atesa la major duresa del Raspall, els pilotaires es protegeixen molt més les mans que en cap altra modalitat de la pilota valenciana,  Arxivat 2007-01-23 a Wayback Machine..
A més, com en la resta de modalitats, els equips vestiran de roig o de blau, essent el roig el color assignat als més forts o favorits en les travesses.
També, s'han d'usar didals als dits.

## Regles

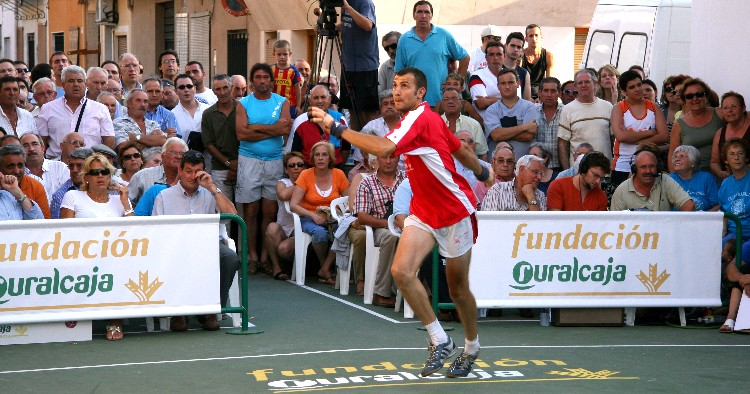
Traent

Tot i que també hi ha competicions mà a mà (partides individuals, 1 contra 1), normalment es juga al Raspall en equips de 2 o 3 components. Pot donar-se el cas de jugar dos contra tres si hom pressuposa que els dos són de major qualitat que els altres tres, els quals compensen la menor qualitat amb major ocupació de la canxa (en cas de jugar-se en un carrer, aquest haurà de mesurar entre 70 i 75 passes, i a cada extrem haurà la línia de quinze que limitarà el terreny de joc).
Les partides de Raspall es juguen a 25 tantos (en trinquet) o a 40 tantos (al carrer), comptabilitzats de 5 en 5, cadascun d'ells anomenat joc (per tant, guanya qui aconsegueix 5 jocs). Cada joc consisteix en quatre quinzes (15, 30, val, i joc). L'empat a 15 s'anomena quinzens, l'empat a 30 s'anomena a dos, i, com a l'escala i corda, es resta un quinze si s'empata a val. Qui guanya el val, guanya el joc i suma 5 tantos. Així fins a arribar un dels dos equips a 25.
Els equips, un enfront l'altre, jugaran a enviar-se mútuament la pilota d'un sol cop de mà tot provant de dificultar la tasca de l'altre equip fins que un dels dos no la faça avançar (falta d'un, i per tant, quinze de l'altre), o l'envie a un lloc on no es puga tornar (quinze directe).
Aquests racons són la llotgeta i les galeries (si es juga en un trinquet), o al darrere de la línia de quinze de l'equip rival (si es juga al carrer).

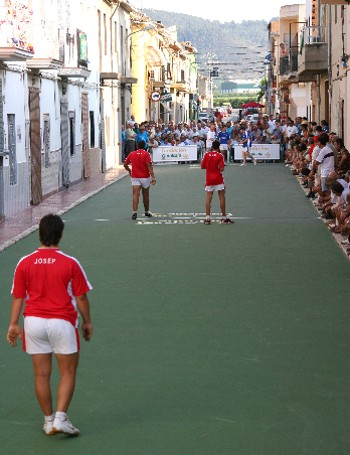
Partida de Raspall al carrer

Una meitat del carrer (o trinquet) és anomenada del traure, i l'altre del rest, encara que no estan separades per cap ratlla o xarxa. El quinze comença amb la treta, que en un trinquet es fa pegant un bot la pilota en el dau, i en el carrer pegant un bot la pilota en una llosa en la línia de quinze. No importa si la pilota va rodant o pega diversos bots, ara bé, si (en el trinquet) la pilota rebota del frontó del rest s'ha de tornar al primer bot (si no n'havia pegat cap) o en l'aire (si ja havia botat).
Si la pilota va on és el públic del lateral del carrer (o a les escales en un trinquet), la pilota quedarà immediatament parada, ço és, es col·locarà al mig del carrer (o trinquet) a l'altura on s'ha aturat i es rasparà la pilota des d'ací, en cas de jugar-se al carrer s'haurà de colpejar amb la mà roïna. Així doncs, no és gens convenient que es pare la pilota, ja que l'altre equip podrà llençar-la fàcilment al fons del carrer o a les galeries del trinquet.

## Públic

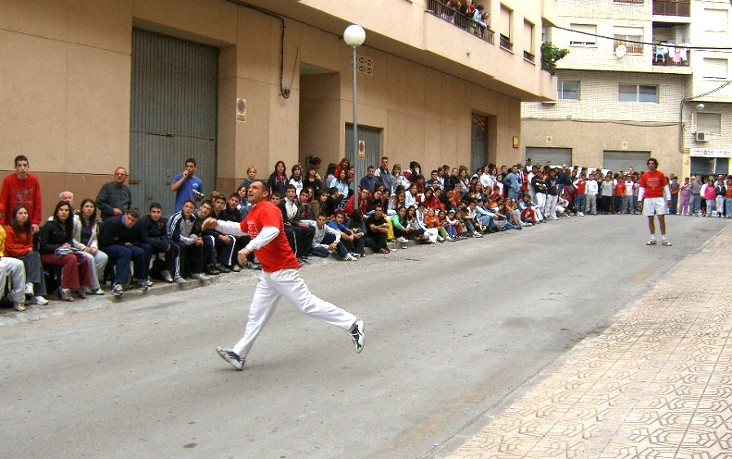
Partida de Raspall a Callosa d'en Sarrià

Una de les característiques de la pilota valenciana és la proximitat del públic al joc, fins i tot estant-hi al mig.
Quan es juga al carrer, el públic seu en les voreres i en els dos extrems del carrer.
En el trinquet, poden escollir on seure. Els més prudents podran veure la partida des de les galeries i els més valents podran seure a les llotgetes.
Però la majoria del públic s'asseu a les escales.
En el Raspall el públic sap que els pilotaires no volen enviar la pilota a les escales, de manera que s'hi sent segur. S'asseu, doncs, tot al llarg de les escales.

## Competicions

### Aficionats
- Campionat Autonòmic de Raspall al carrer
- Campionat Autonòmic de Raspall en trinquet

### Professionals
- Campionat per Equips de Raspall
  - 2004, 2005, 2006, 2007, 2008, 2009 i 2010
- Campionat Individual de Raspall
  - 2004, 2005, 2006, 2007, 2008 i 2009
- Trofeu Mancomunitat de municipis de la Safor